# Tancama
Tancama é um sítio arqueológico localizado no estado de Querétaro, no México. O nome “Tancama” vem da língua huasteca e significa em castelhano “cerro de fogo”. Destina-se a um valor de chave para a compreensão do espaço e definições da Sierra Gorda no tempo pré-colombiano, pois se propôs uma divisão em três segmentos: noroeste, huasteca nordeste; perto do rio Verde; e ao sul de estilo próprio representada pelos sítios de Ranas e Toluquilla.
A denominação de Tancama como “colina de fogo”, vem possivelmente de um fenômeno que ocorre no solstício de inverno, quando o Sol se alinha com o topo da colina.

## Sítio arqueológico
Embora ainda falte análise mais aprofundada das matérias arqueológicos encontradas até agora, assim como das etapas construtivas de alguns monumentos, peritos e arqueólogos dizem que provavelemte seus habitantes foram huastecos e tiveram um desenvolvimento importante durante o período clássico, entre 200 e 900 d.C. na Mesoamérica.
O sítio está rodeado por magníficas paisagens serranas; a formação natural do terreno teve de ser adaptado pelos moradores, para levantar os terraços e plataformas nas quais foram construídos vários conjuntos arquitetônicos. O lugar conta atualmente com 42 estruturas de diferentes tamanhos e formas, destacando as de tipo circular e semicircular. Entre as construções exploradas é a número 1, a mais elevada da área do sítio com doze metros, do edifício 6, e a estrutura 7, que é uma grande plataforma sobre a qual ergue-se um par de estruturas. A arquitetura geral do sítio apresenta características semelhantes aos sítios de Ranas e Toluquilla, com edifícios feitos a base de lajes de pedra e encostas escarpadas.

## Estudos sobre o sítio arqueológico
Mediante um convênio entre o Instituto Nacional de Antropologia e História (INAH), e os governos do estado de Querétaro e do município de Jalpan de Serra, é que se iniciou os trabalhos para habilitar o sítio arqueológico de Tancama. Em primeira instância se regularizou a posse da terra, posteriormente realizada a definição de área monumental, um esboço, o mapeamento e planos de colonização.
Pela diversidade de materiais encontrados, estes são analisados nas dependências do INAH como a Direção de Antropología Física (restos de ossos), o Museu de Templo Maior (casca), a Coordenação Nacional de Conservação de Patrimônio Cultural (objetos de cobre), e a Sub-direção de Laboratórios e Apoio Acadêmico (programa de reflorestamento). Também o Instituto Nacional de Investigações Nucleares (obsidiana).
Sob a direção do especialista Jorge Quiroz, titular do Projeto Arqueológico Vales da Sierra Gorda, os trabalhos em Tancama se concentram atualmente em uma das três praças denominada de “Mirador”, que possui 13 estruturas e, em um momento, ponto em aberto para visitação pública. As outras duas praças são conhecidas como Santiago e da Promesa. Na praça do mirador se supõem que residia a classe dos lideres, pois a diferença das outras duas, Santiago e da Promesa, é evidente. Em geral, a área monumental devia ser o centro cívico e cerimonial; enquanto o resto da população esteve assentada na parte inferior do vale.
Tancama também teve personagens de elite pelaa descobertas de alguns enterros, tanto individuais como coletivos, nos edificios 1, 2, 6, 7 e 8 da praça do mirador, com características huastecas. Basicamente apresentavam deformações cranianas e estavam associados a cerâmica desta cultura. Foram encontrados também alguns caramujos depoistados nas tumbas.